# Vanessa Moreno
Vanessa Moreno (São Bernardo do Campo) é uma cantora, compositora e instrumentista brasileira. Foi vencedora do Prêmio Profissionais da Música em 2017 e 2018.
Vanessa usa sua voz combinada à exploração de ritmos da música popular através do improviso, da percussão vocal e corporal e do uso de objetos sonoros do cotidiano em suas apresentações. Em entrevistas, ela afirma ter sido influenciada por artistas como Filó Machado, Rosa Passos, Mônica Salmaso, Ana Mazzoti e Elis Regina.

## Biografia
Vanessa começou seus estudos de música em São Bernardo do Campo com 15 anos por influência da mãe, que gostava muito de música, especialmente de Música Popular Brasileira (MPB). Apesar de ser fã de rock na época, começou a tomar mais contato com o canto e com a canção popular brasileira durante as aulas de violão. Depois, seguiu aprendendo violino no Projeto Guri, estudou canto erudito na Escola Municipal de Música de São Paulo, canto popular na antiga ULM, hoje Emesp Tom Jobim, e se formou bacharel em canto Popular pela Faculdade Souza Lima & Berklee.
Em suas primeiras apresentações musicais, tocava e cantava rock e MPB em uma banda, até que montou o quarteto vocal Karallargá. Formado com Lari Finocchiaro, Caio Merseguel e Victor Merseguel, seus amigos do Projeto Guri, o grupo durou sete anos, ganhando premiações em vários festivais. Em 2010, o grupo lançou o disco intitulado “Karallargá por Natureza”, com canções autorais de Vanessa Moreno e Lari Finocchiaro.
Também em 2010 formou um duo com o baixista Fi Maróstica, em formato voz e contrabaixo, que rendeu dois álbuns: Vem Ver (2013), com influências da música regional brasileira, do jazz e da música erudita e Cores vivas, com repertório exclusivo de autorias de Gilberto Gil, com a participação de Rosa Passos em Preciso Aprender a Só Ser, Fabiana Cozza interpretando Lugar Comum e Mônica Salmaso em Se Eu Quiser Falar com Deus. 
Vanessa ainda participou do projeto musical “Saraivada”, de Chico Saraiva, que ganhou o Prêmio Visa 2009, com a participação do percussionista Ari Colares.
Em 2017, Vanessa Moreno lançou seu primeiro álbum solo, Em Movimento, composto de canções autorais e de novos compositores.
Seu trabalho mais recente, em duo desta vez com o pianista Salomão Soares, é o álbum Chão de Flutuar, lançado em 2019 com canções de compositores consagrados como Tom Jobim, Djavan, Milton Nascimento, entre outros.
Paralelamente à sua carreira como cantora, também foi professora de canto no Conservatório Souza Lima e na Escola de Música do Auditório Ibirapuera.
Ao longo de sua carreira, já participou de apresentações e gravações com artistas consagrados como Edu Lobo, Criolo, Dani Black, Ellen Oléria, Marcelo Pretto, Maria Gadu, Mônica Salmaso, Renato Braz, Roberto Menescal, entre outros.  Em uma entrevista para o Estadão, Edu Lobo mencionou Vanessa Moreno como uma revelação entre as jovens cantoras, encontro que rendeu um show entre a cantora e o consagrado compositor brasileiro em julho de 2022.
Seu disco Solar foi escolhido pela Associação Paulista de Críticos de Arte como um dos 50 melhores álbuns nacionais de 2023.

## Festivais
Em 2008, Vanessa ficou em primeiro lugar na categoria “Solista Vocal” e levou o prêmio de Melhor Arranjo com a Música “Maracatu, Nação do Amor” de Moacir Santos, no “III Festival de Música Popular” da então chamada Universidade Livre de Música Tom Jobim. Em 2010, participou do "I Festival da Canção - Em Cantos" em Ourinhos, apresentando uma canção sua em parceria com Paula Mirhan e ficou em primeiro lugar. No mesmo ano, em uma das primeiras vezes em que se apresentou junto com Fi Maróstica, a dupla foi premiada como Melhor Intérprete e Instrumentista no festival de música Botucanto, em Botucatu.
Em 2023, foi uma das atrações do THE TOWN, no palco São Paulo Square.

## Discografia[12]
• 2010: Karallargá por Natureza - quarteto vocal composto por Vanessa Moreno, Lari Finocchiaro, Caio Merseguel e Victor Merseguel.
• 2013:Vem ver  - duo com Fi Maróstica
• 2016: Cores Vivas - Canções de Gilberto Gil - duo com Fi Maróstica
• 2017: Em Movimento - disco solo
• 2019: Chão de Flutuar - duo com Salomão Soares
• 2021: Sentido - disco solo 
• 2023: Solar (indicado ao Grammy Latino na categoria engenharia de Som)